# سیتی‌بانک

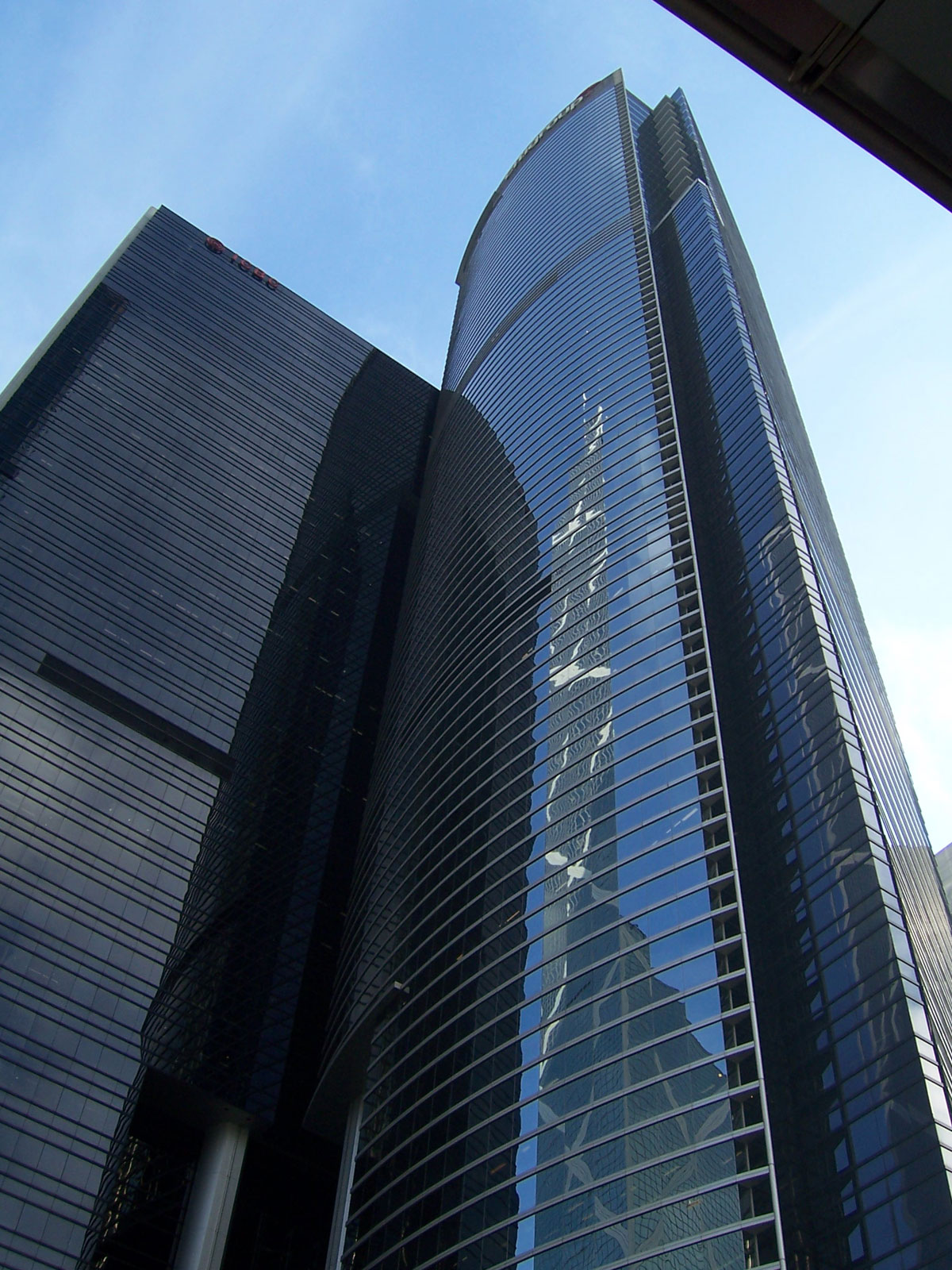
شعبه سیتی بانک در هنگ کنگ

سیتی‌بانک (به انگلیسی: Citibank) بانک آمریکایی و بازوی ارائه خدمات بانکداری شرکت خدمات مالی سیتی‌گروپ است، که در سال ۱۸۱۲ تأسیس شد. سیتی‌گروپ اکنون پس از بنک آو آمریکا و جی‌پی مورگان چیس سومین شرکت خدمات مالی و بانکداری در ایالات متحده آمریکا محسوب می‌شود.
سیتی‌بانک خدمات بانکداری خرد را در ۱۶۰ کشور جهان عرضه می‌نماید و نیمی از ۱٫۴۰۰ شعبه آن، در ایالات متحده قرار دارند، که بیشترین شعبه‌های آن، در شهرهای نیویورک، شیکاگو، لس‌آنجلس، سانفرانسیسکو، واشینگتن، دی. سی. و میامی متمرکز می‌باشند.

## نگارخانه

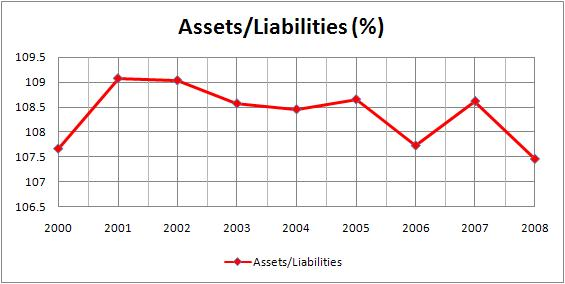
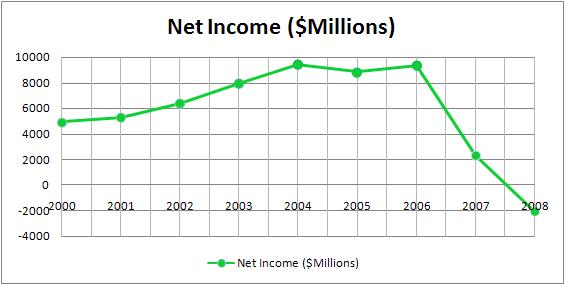